# Echeveria cuencaensis
Echeveria cuencaensis är en fetbladsväxtart som beskrevs av V. Poelln.. Echeveria cuencaensis ingår i släktet Echeveria och familjen fetbladsväxter. Inga underarter finns listade i Catalogue of Life.